# Copera tokyoensis
Copera tokyoensis är en trollsländeart som beskrevs av Syoziro Asahina 1948. Copera tokyoensis ingår i släktet Copera och familjen flodflicksländor. Inga underarter finns listade i Catalogue of Life.